# Maria Elikowska-Winkler

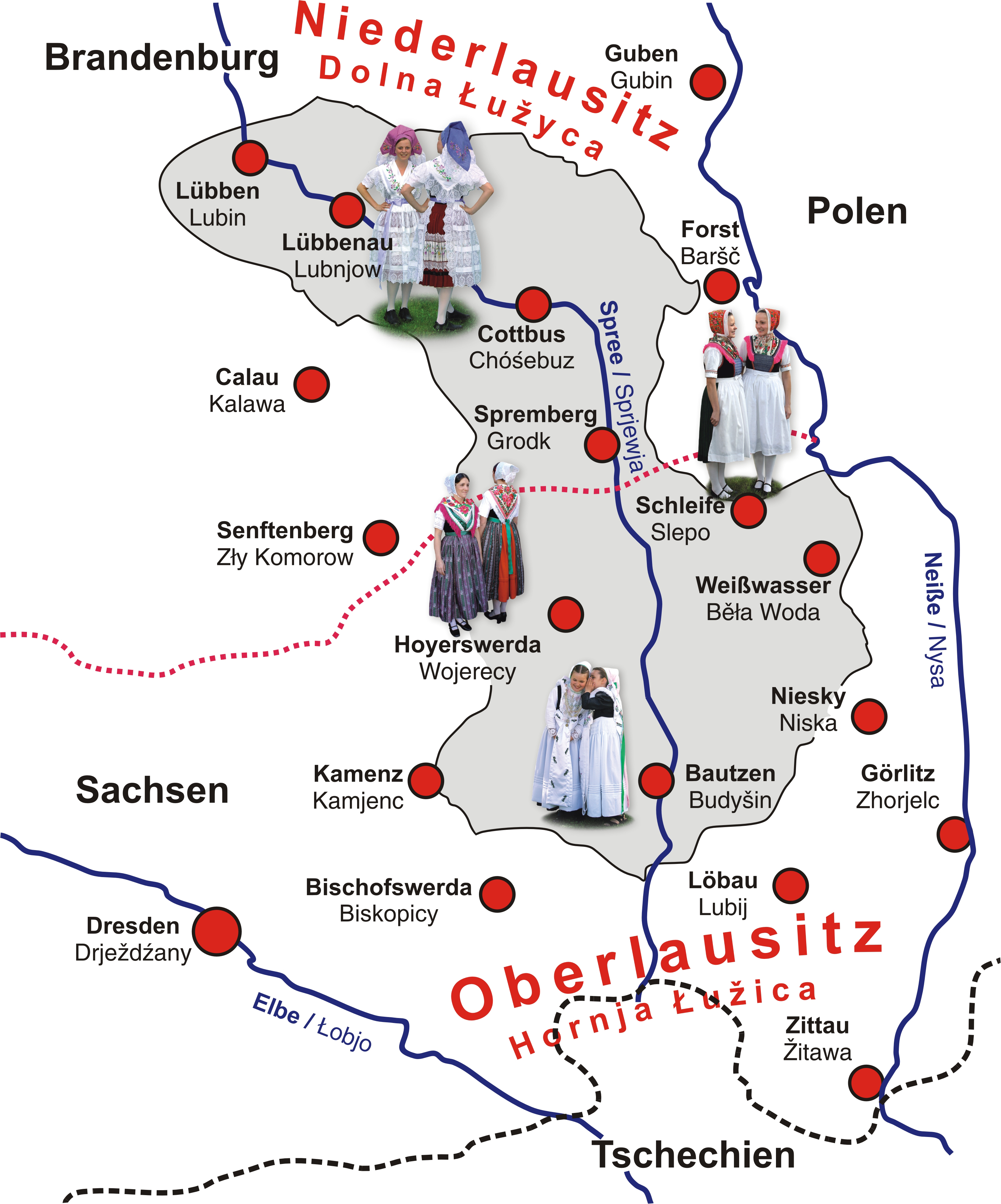
Mapa zasiedlenia Serbołużyczan.

Maria Elikowska-Winkler (ur. w 1951 w Poznaniu) – serbołużycka działaczka na rzecz kultury i języka dolnołużyckiego pochodzenia polskiego.

## Życiorys
Z wykształcenia filolog-germanista, od 1981 przeniosła się do NRD, gdzie początkowo uczyła języka polskiego, a następnie języka dolnołużyckiego w Dešank/Dissenchen, w 1990 założyła szkołę języka dolnołużyckiego, w 1992 przekształconą w Szkołę Języka i Kultury Dolnołużyckiej (Šula za serbsku rec i kulturu) z siedzibą w Chociebużu, której jest dyrektorką.
Jedna z najbardziej aktywnych propagatorek języka dolnołużyckiego, autorka programów nauki i promocji tego języka; współpracuje m.in. z Uniwersytetem Viadrina i centrum programu językowego „WITAJ”.

## Nagrody
W 1997 otrzymała nagrodę polskiego Ministra Kultury i Sztuki, w 2001 została odznaczona Krzyżem Zasługi polskiego Ministra Edukacji, w 2002 kierowana przez nią szkoła została uhonorowana European Language Seal, od 2004 Maria Elikowska jest członkiem Rady Serbołużyckiej parlamentu Brandenburgii.